# Irán Castillo
Irán Castillo Pinzón (Veracruz, Meksiko - 4. siječnja 1977.) meksička je glumica.

## Biografija
Irán Castillo rođena je u Veracruzu u Meksiku. Već sa sedam godina počela se pojavljivati u televizijskim reklamama. 1989. godine sudjelovala je u svojoj prvoj telenoveli Ángeles Blancos.
Glumila je u mnogim meksičkim telenovelama, a među njima su i Zora, Rebelde, Retrato de Familia, Agujetas de color de rosa, Confidente de Secundaria i Soñadoras. Također u nekim je telenovelama kao Preciosa i Clase 406 imala glavnu ulogu.
Ipak, sudjelovala je i u nekim filmovima kao što su La segunda noche i The Tiger of Santa Julia.

## Filmografija
| Godina        | Naslov                                     | Uloga                                |
| ------------- | ------------------------------------------ | ------------------------------------ |
| 2011.         | Viernes de Ánimas: El camino de las flores | -                                    |
| 2011.         | 31 días                                    | Eva                                  |
| 2010.         | Bittersweet Sin-phony                      | Sophia                               |
| 2009.         | Sabel Redemption                           | Isha                                 |
| 2009.         | Cabeza de buda                             | Angélica                             |
| 2007. – 2009. | El Pantera                                 | Rosaura                              |
| 2008.         | Mujeres asesinas                           | Mónica, Acorralada                   |
| 2008.         | Victorio                                   | Gabriela                             |
| 2008.         | Chiles xalapeños                           | Sarita                               |
| 2007.         | The Kidnapping                             | Diana                                |
| 2006.         | Rebelde                                    | -                                    |
| 2006.         | Efectos secundarios                        | Gabriela                             |
| 2006.         | Amor xtremo                                | Melisa                               |
| 2006.         | Ljubav i mržnja                            | Cecilia                              |
| 2005.         | Zora                                       | Catalina Escobar y Díaz              |
| 2004.         | Loving Again                               | Rocío Huertas Guzmán                 |
| 2002.         | Clase 406                                  | Magdalena Rivera                     |
| 2002.         | The Tiger of Santa Julia                   | Gloria Galicia                       |
| 2001.         | El juego de la vida                        | -                                    |
| 2001.         | La segunda noche                           | Rosalía                              |
| 2001.         | Aventuras en el tiempo                     | Azusena                              |
| 2001.         | El derecho de nacer                        | Isabel Cristina Armenteros del Junco |
| 2000.         | Carita de ángel                            | Lupita                               |
| 2000.         | Locura de amor                             | Natalia Sandoval                     |
| 1998.         | ¡Que vivan los muertos!                    | -                                    |
| 1998.         | Soñadoras                                  | Ana                                  |
| 1998.         | Preciosa                                   | Preciosa Ruiz                        |
| 1997.         | Mi pequeña traviesa                        | Preciosa                             |
| 1991. – 1997. | Mujer, casos de la vida real               | -                                    |
| 1996.         | Confidente de secundaria                   | Jackie                               |
| 1995.         | Retrato de familia                         | Cristina Preciado Mariscal           |
| 1994.         | Más allá del puente                        | Irán                                 |
| 1994.         | Agujetas de color de rosa                  | Cecilia                              |
| 1994.         | ¡Qué chavas!                               | -                                    |
| 1993.         | Entre la vida y la muerte                  | Anita                                |
| 1993.         | El club de Gaby                            | -                                    |
| 1989.         | Ángeles blancos                            | Biela                                |

## Nagrade

### Nagrada El Heraldo de México
| Godina | Kategorija              | Film                     | Rezultat   |
| ------ | ----------------------- | ------------------------ | ---------- |
| 2003.  | najbolja glumica godine | The Tiger of Santa Julia | Pobjednica |